# Microsoft Windows Services for UNIX
Microsoft Windows Services for UNIX (SFU) は、マイクロソフトが提供するWindowsとUNIXの相互運用を支援するソフトウェアパッケージ集。Windows Server 2003 R2以降はSubsystem for UNIX-based Applications (SUA) へと引き継がれている。

## 主な機能
- GCC 3.3 コンパイラ、ヘッダファイル、ライブラリ
- Microsoft Visual Studioコマンドラインコンパイラのccラッパー
- GDB
- NFSクライアントとサーバ
- X Window Systemクライアント（サーバは提供されない）
- Telnetサーバ
- NISサーバ
- パスワード同期サービス
- Interixサブシステム
- UNIXツール群

## 歴史
1999年4月16日Windows NT Services for UNIX Add-on Pack日本語版 （29,800円）
2000年8月11日Windows Services for UNIX Version 2.0 日本語版 （29,800円）
2002年12月6日Windows Services for UNIX Version 3.0 日本語版 （29,800円）
2004年1月20日Windows Services for UNIX Version 3.5 日本語版 （無償）
2005年12月6日Windows Server 2003 R2 Subsystem for UNIX-based Applications (5.2)
2006年11月8日Windows Vista Subsystem for UNIX-based Applications (6.0)
元々はパッケージ製品として販売されていたが、2004年1月のSFU 3.5から無償提供された。
Windows XPとWindows Server 2003ではWindowsはPOSIXサブシステムが削除された為、POSIXを利用するには同パッケージが必須である。

## Subsystem for UNIX-based Applications
Windows Server 2003 R2 と Windows Vista、Windows 7 (Ultimate, Enterprise) と Windows Server 2008、Windows Server 2008 R2では、Subsystem for UNIX-based Applications (SUA) として、標準搭載されている。

## Windows Server 2012 以降の UNIX互換環境
Windows Server 2012からマイクロソフト提供のUNIXベースアプリケーション用サブシステムが奨励されなくなった為、Hyper-VでネイティブOS、または従来のOSを仮想化するか、公式に以下の環境を奨励している。また、次期バージョンのWindows 8.1およびWindows Server 2012 R2からは完全に削除されているが、組み込み向けのWindows Embedded 8.1 Proには搭載された。
- Cygwin
- mingw-w64またはMinGW

Windows 10では、正式版リリース一周年(2016年9月)の大型アップデートにより、64ビット版に限りSUAの後継ないし類似製品として 「 Windows Subsystem for Linux 」 が利用可能となる。